# Оперуполномоченный
Оперуполномо́ченный (жаргон: опер или оперативник) — оперативный сотрудник, должностное лицо органа, уполномоченного на осуществление оперативно-разыскной деятельности. Основное отличие от иных должностных лиц органа дознания — специальные полномочия, позволяющие осуществлять оперативно-розыскную деятельность.
Должность «оперуполномоченный» впервые была введена после 1918 г в органах ВЧК-ГПУ-НКВД.
В 1950 году Управление уголовного розыска было переименовано в Управление уголовного сыска Главного управления милиции МГБ СССР (17 октября 1949 года уголовный розыск, ОБХСС, как и вся милиция СССР, из МВД СССР были переданы в Министерство государственной безопасности (МГБ), а согласно приказу МГБ СССР от № 0049 от 19 января 1951 года наименование должности «оперуполномоченный уголовного розыска/ОБХСС» было изменено на «сыщик уголовного розыска/ОБХСС». Этим же приказом были введены должности «старший сыщик, сыщик и младший сыщик уголовного розыска/ОБХСС». Однако в 1954 году уголовный сыск вновь переименован в уголовный розыск, а приказом МВД СССР № 048 от 30 января 1954 года наименование должности «сыщик уголовного розыска/ОБХСС» было обратно изменено на «оперуполномоченный уголовного розыска/ОБХСС».
В 1970-х годах в советской милиции наименование должности «оперуполномоченный уголовного розыска\ОБХСС» было изменено на «инспектор уголовного розыска\ОБХСС», но в начале 1980-х должности оперативного работника органов милиции было возвращено историческое название.
Процессуальный статус оперуполномоченного аналогичен процессуальному статусу иного должностного лица органа дознания. В связи с этим, оперуполномоченный наделен правом проведения проверки сообщений о преступлениях в порядке ст.ст. 144, 145 УПК РФ и принятия по ним соответствующих решений.
Должности оперуполномоченных предусмотрены также в уголовно-исполнительной системе Российской Федерации (ФСИН России). Оперуполномоченный является сотрудником оперативного отдела соответствующего учреждения (следственного изолятора, исправительной колонии, воспитательной колонии), либо аппарата (главного) управления ФСИН России по субъекту федерации (отдел розыска, организации ОРД, экономической безопасности, собственной безопасности и т. д.) и занимается агентурно-оперативной работой, профилактикой, предупреждением и раскрытием преступлений в местах лишения свободы.
В психологическом плане существуют серьезные отличия между оперативником и сотрудниками других полицейских подразделений, к примеру, психолог МВД утверждает: «Опера должны быть хитрыми, перевоплощаться, сливаться с окружающей средой, следователь же не такой живой, он аналитик, думающий человек», напротив, по мнению многих оперативников, поскольку зачастую именно оперативный сотрудник инициирует возбуждение уголовного дела, «следователь — это придаток к печатной машинке, он ничего не раскрывает, а просто документирует то, что добыл оперативник».
В зависимости от вида оперативного подразделения и выполняемых им задач, существует различная номенклатура должностей оперативного сотрудника — оперуполномоченный, старший оперуполномоченный, оперуполномоченный по особо важным делам, старший оперуполномоченный по особо важным делам. Для указанных должностей установлены различные предельные специальные звания, вместе с тем их правовой статус одинаков, начальник (руководитель) оперативного подразделения имеет полномочия оперативного сотрудника в полном объеме. В органах внутренних дел и уголовно-исполнительной системе Российской Федерации должность оперуполномоченного предусматривает присвоение специального звания до капитана полиции (капитана внутренней службы) включительно, старшего оперуполномоченного — до майора полиции (майора внутренней службы) включительно, оперуполномоченного по особо важным делам— до подполковника полиции (подполковника внутренней службы) включительно, старшего оперуполномоченного по особо важным делам — до полковника полиции (полковника внутренней службы) включительно.
В оперативно-сыскных подразделениях территориальных органов внутренних дел и органов внутренних дел на транспорте, предусмотрена должность младшего начальствующего состава — младший оперуполномоченный. Младшие оперуполномоченные занимаются выявлением и пресечением карманных краж и иных преступлений общеуголовной направленности методом личного сыска. В органах внутренних дел Российской Федерации должность младшего оперуполномоченного предусматривает присвоение специального звания до старшего прапорщика полиции включительно.
Делопроизводство, ведущееся в оперативном аппарате органа, осуществляющего оперативно-розыскную деятельность и сопровождающее предупреждение, пресечение и раскрытие преступлений негласными методами, розыск лиц, скрывшихся от органов дознания, следствия и суда, агентурно-оперативную работу, имеет гриф «секретно» и «совершенно секретно», не подлежит разглашению и опубликованию, за исключением случаев предоставления результатов ОРД в следственные органы. В связи с большим количеством рукописных документов, составляемых оперативным сотрудником, широко употребляются сокращения: «О/у», «Ст. о/у», «О/у по ОВД», «Ст. о/у по ОВД» и аналогичные — для обозначения замещаемой должности. Оперативному сотруднику разрешено повседневное ношение гражданской одежды.